# Merrem Peak
Der Merrem Peak ist ein 3000 m hoher und markanter Berggipfel im westantarktischen Marie-Byrd-Land. In der Flood Range ragt er 3 km westlich des Berlin Crater von Mount Berlin auf.
Leonard M. Berlin (1908–2004), Teilnehmer an der United States Antarctic Service Expedition (1939–1941), entdeckte ihn gemeinsam mit der von ihm angeführten Mannschaft im Dezember 1940. Das Advisory Committee on Antarctic Names benannte ihn nach dem US-amerikanischen Ionosphärenphysiker Frank H. Merrem Jr., wissenschaftlicher Leiter der Amundsen-Scott-Südpolstation im Jahr 1970.